# Q̈
Q̈ (minuskule q̈) je speciální písmeno latinky. Nazývá se Q s přehláskou. V současnosti se již toto písmeno nepoužívá, ale dříve se používalo v přepisu dnes již nepoužívané manichejské abecedy, kde ho reprezentoval znak qhoph (𐫠). V Unicode je majuskulní tvar sekvence <U+0051, U+0308> a minuskulní <U+0071, U+0308>.